# 日野業子
日野業子（ひの なりこ，1351年—1405年8月5日），室町時代女性人物。室町幕府3代将軍足利義满的御台所。父日野時光，兄弟日野資康，位階从一位、准后。
于北朝观应2年（南朝正平6年，1351年）出生。在宮中有影響力的姑母日野宣子（岡松一品）撮合下，1375年与足利義满結婚。義满在京都营造花之御所，夫妻迁入居住。業子擅长和歌，得到義满的寵愛、義满为她得到从一位・准后的位阶。二人没有成年的子女。但《系图纂要》记载仁和寺門跡法尊是業子所生。应永12年七月十一（1405年8月5日），55岁的日野业子去世。法名定心院。
業子義满婚后，持明院統的公家的日野家在朝幕政界的影響力增強。義满之後与业子的姪女日野康子成婚，康子继为正室。